# Miwako Date
Miwako Date é presidente e diretora-executiva da Mori Trust Co., Ltd., um dos principais desenvolvedores do Japão, que trabalha com uma grande variedade de hotéis de classe alta provenientes de fora do país. Ela é a terceira geração de líderes provenientes de uma das principais famílias empresariais do Japão.
Seu avô, Taikichiro Mori (que a Forbes classificou o primeiro lugar na lista de bilionários mundiais em 1991 e 1992) fundou o Mori Group, precursor do Mori Trust Group, que mais tarde foi formado por um dos filhos de Taikichiro, Akira Mori (o qual é consistentemente classificado na lista de bilionários mundiais da Forbes desde que assumiu o cargo em 1993 tendo sido classificada como a pessoa mais rica do Japão em 2008). Akira Mori é o pai de Miwako e atua como Presidente do Conselho de Administração no Mori Trust Group. A data de Miwako assumiu o negócio em junho de 2016.
Com foco primário nos negócios imobiliários e hoteleiros, o Grupo Mori Trust também está envolvido em uma ampla gama de negócios de investimento (como investimento no exterior e M & A).
Mesmo antes de assumir a empresa como presidente e Diretora-executiva, Miwako expandiu seus negócios. Ela assumiu empreendimentos como a supervisão de inúmeros grandes projetos de desenvolvimento de uso misto nas principais cidades do Japão, projetos propostos com atração para o Japão, vários hotéis de luxo originários do exterior e envolvidos pessoalmente nas operações.
Na visão de meio a longo prazo da Mori Trust, lançada em simultâneo, em que Miwako assumiu sua postagem, a empresa manifestou sua disponibilidade para gastar mais de 800 bilhões de JPY em novos investimentos até 2027. No ano desde que assumiu sua postagem, Miwako visou para a criação de uma base de negócios internacional em Tóquio e dado forma ao plano de Tokyo World Gate (um grande projeto de desenvolvimento de uso misto no coração de Tóquio que abrange um espaço total de cerca de 200 mil metros quadrados) e o Akasaka 2-Chome Projeto (nome tentativo, agendado para conclusão no ano fiscal de 2022). Além disso, atualizou investimentos em dois grandes edifícios encontrados em locais escolhidos em Boston, nos EUA, bem como a listagem de um REIT especializado em hotéis (sendo avaliado como de primeira classe no Japão). Ao avançar com a aquisição de novos sites, ela também vem avançando vigorosamente para o mercado, o que é evidente por ocorrências, como o anúncio de julho de 2017 sobre o sucesso da empresa em atrair edições (um hotel de estilo de vida de luxo fascinado por celebridades de todo o mundo) para os distritos de Toranomon e Ginza de Tóquio.
Miwako está atualmente olhando para além dos Jogos Olímpicos de Tóquio 2020 até 2030 e visando a criação de destinos de luxo no Japão. Como líder do desenvolvimento hoteleiro de luxo no Japão, implantou vários projetos não vinculados por precedentes, como aqueles que implicam a abertura de 10 novos hotéis de luxo com 1.000 quartos em torno de 2023.

Miwako foi reconhecida por muitas realizações como estas e apesar de sua idade jovem, atualmente atua como Secretária Permanente da Keidanren (Japan Business Federation), Secretária da Japan Association of Corporate Executives e como Diretor da Japan Hotel Association. Além disso, Miwako foi convidada a dar recomendações como membro de inúmeros painéis de peritos hospedados por entidades como os governos de Tóquio e Japão, contribuindo desse modo significativamente para o desenvolvimento da indústria japonesa de negócios e turismo.